# Єжи Юзеф Радзивілл
Єжи Юзеф Радзивілл (10 березня 1668 — 3 січня 1689) — державний діяч Великого князівства Литовського в Речі Посполитій. Сьомий Ординат Несвізький.

## Життєпис
Походив з литовського магнатського роду Радзивіллів, гілки Несвізької. Третій син Михайла Казимира Радзивілла, польного гетьмана литовського, і Катерини Собеської. Майбутній король Ян III доводився Єжи Юзефу вуйком. Народився 1668 року в м. Біла Підляська. Хрещеним Єжи Юзефа став король Ян II Казимир. Його старші брати Миколай і Богуслав померли 1672 і 1675 року відповідно. Отже, Єжи став старшим спадкоємцем.
1680 році після смерті батька успадкував Несвізьку ординацію, а також староства члухувське, ґульбінське і рабштинське. Разом з матір'ю, яка на початку фактично керувала усіма маєтками, багато зробив для розбудови своїх міст та фольварків. Очолював посольства до різних країн задля знаходження дружини для Якуба, сина короля Яна III.
1686 року призначається підчашим великим литовським. 1688 року стає воєводою троцьким. 3 вересня 1687 в Дессау одружився з принцесою з династії Ангальт-Дессауських. Отримав титул князя Священної Римської імперії. Помер раптово від якоїсь хвороби 1689 року. Усе майно успадкував брат Кароль Станіслав.

## Родина
Дружина — Марія-Елеонора, донька князя Йоганна Георга II Ангальт-Дессау.
Діти:
- Катерина Генріка (1688)